# Ludvik III. Francoski
Ludvik III. (francosko Louis III) je bil od leta 897 do 882 kralj Zahodnofrankovskega kraljestva, * okoli 864, † 5. avgust 882,  Saint-Denis pri Parizu.

## Življenje
Ludvik je bil sin kralja Ludvika Jecljavega in Ansgarde Burgundske. Prek matere je bil v sorodu z burgundskimi grofi. Natančna letnica njegovega rojstva ni znana, vendar je moral biti rojen med decembrom 862 in letom 865, saj sta se njegova starša poročila marca 862 in se jima je preden se je oče leta 866 odrekel materi rodil mlajši še sin. 
Po očetovi smrti 10. aprila 879 je skupina plemičev na čelu s Hugom Opatom in Gauzlinom omogočila, da je Ludvik nasledil krono Zahodnofrankovskega kraljestva. Posvetil ga je nadškof v Sensu septembra 879. Zahodna Frankovska je obsegala ozemlje približno enako današnji Franciji. 
Leta 879 sta Ludvik III. In Karlman II. po smrti  Karla Plešastega prepustila zahodni del Lotaringije vzhodnofrankovksemu kralju Ludviku Mlajšemu. Odtlej je Lotaringija s prekinitvijo od leta 911 do 925 v celoti pripadala Vzhodnemu frankovskemu cesarstvu in tvorila vojvodino Lotaringijo. 
Marca 880 je v Amiensu prišlo do notranje delitve cesarstva med Ludvikom in njegovim bratom Karlmanom. Ludvik je dobil Francijo in Nevstrijo, Karlman pa južni del kraljestva. 
V celotnem karolinškem obdobju, tudi med vladavino Ludvika III., so v kraljestvo vpadali Vikingi. Ludviku je po bitki pri Saucourtu 3. avgusta 881 uspelo za kratek čas  ustaviti njihove napade. Ludvikova zmaga je opevana v  starovisokonemškem Ludwigsliedu. 
Ludvik III. je umrl 5. avgusta 882. Nikoli ni bil poročen in ni imel otrok. Pokopan je bil  v stolnici Saint-Denis. 

## Sklic
1. ↑  statue (gisant) : Louis III, roi de France, POP (Base Mérimée), Francosko ministrstvo za kulturo.

## Vira
- Félix Grat, Jacques de Font-Réaulx, Georges Tessier, Robert-Henri Bautier (ur.): Recueil des actes de Louis II le Bègue, Louis III et Carloman II, rois de France (877–884). Imprimerie Nationale, Paris 1978.
- Karl Ferdinand Werner: Les origines. Avant l’an mil. Fayard, Paris 1984, ISBN 2-213-01487-6, S. 417–419 (Histoire de France, Band 1).

| Ludvik III. Francoski Karolinška dinastijaRojen: 864 Umrl: 5. avgust 882 |                                                                        |                        |
| Vladarski nazivi                                                         |                                                                        |                        |
| Predhodnik: Ludvik Jecljavi                                              | Kralj Zahodne Frankovske 10. april 879 – 5. avgust 882 z Karlmanom II. | Naslednik: Karlman II. |